# Gert-Jan Segers
Gert Jan Maarten Segers (Lisse, 9 luglio 1969) è un politico olandese, leader dell'Unione Cristiana dal 2015 al 2023 nonché parlamentare della Tweede Kamer dal 2012 al 2023.

## Biografia
Nato a Lisse, ha studiato scienze politiche all'Università di Leida conseguendo un master alla Johns Hopkins University. Dal 2000 al 2007 è stato missionario cristiano in Egitto. Dal 2008 al 2012 è stato presidente della think tank dell'Unione Cristiana Mr. G. Groen van Prinsterer Stichting.
Successivamente dopo essersi candidato con Unione Cristina alle elezioni generali 2012, è stato eletto deputato presso la Tweede Kamer. Nel 2015 ha sostituito Arie Slob sia come leader del partito sia come leader parlamentare.
Il 13 gennaio 2023 ha annunciato le sue dimissioni da leader dell'Unione Cristiana, venendo sostituito il 17 gennaio da Mirjam Bikker.